# Leptogenys angustinoda
Leptogenys angustinoda é uma espécie de formiga do gênero Leptogenys, pertencente à subfamília Ponerinae.